# Teresa Warenycia
Teresa Warenycia (Còrdova, 18 de març de 1957 ― 22 de novembre de 2015, Posadas, Província de Misiones) va ser una artista plàstica i professora d'art argentina.

## Carrera
Teresa Warenycia va ser Doctora en Metodologia de la Investigació en les Arts Visuals de la Universitat de Granada, una universitat pública espanyola amb seu en Granada i amb campus a les ciutats de Granada, Ceuta i Melilla, la qual cosa la converteix a l'única universitat europea amb dos campus en Àfrica. És la quarta universitat d'Espanya per nombre d'alumnes, membre del grup Coimbra i Campus d'Excel·lència Internacional.
Va ser graduada de Llicenciada en Art Escènic en la Universitat del Salvador (USAL), una universitat privada argentina confessional catòlica, amb seu central en la Ciutat de Buenos Aires.
Va exercir en les càtedres de dibuix i pintura artístics en l'Institut Superior Antonio Ruiz de Montoya on va iniciar la seva trajectòria acadèmica el 1981 a Posadas, Misiones.
De les seves creacions va exposar: 
- Dibujos (1984)
- Des Nudos (dibujos, 1990)
- Del Símbolo al Erotismo (dibujos, 1989)
- Corpus (pinturas, 1990)
- A ojo (pinturas y fotografías, 1995)
- Las últimas consecuencias (objetos, pinturas y fotografías, 1998)
- Facética (pinturas y expo-perfomance, 2002)
- Candelaria (fotopinturas, 2004)
- Des Posada (fotografías, 2005)
- Pintura Grosa (2006) y
- Posadas des Memorial (2012)[2][3]

Des de 2005 a 2011 com a part del Programa Doctorat en Belles arts de la Universitat de Granada, Espanya i amb l'auspici del Consell Federal d'Inversions, va iniciar un projecte de construcció de memòria de la ciutat de Posadas a partir de la fotografia testimonial i artística.
| «                                                              | Ella va rescatar moltes fotos. Estava armant un altre material sobre Misiones i Posadas que en memòria seva tant de bo que es continuï i publiqui. | » |
| — Leo Duarte, fundador del grup de facebook Posadas de l'Ahir. | |   |

En 2012 va publicar el llibre Posadas des Memorial, una construcción visual de lo que ha sido 1830-1930 en la capital de Misiones.

## Defunció
Al voltant de les 11:15 del diumenge 22 de novembre de 2015, María Teresa Warenycia va morir en un greu accident de trànsit ocorregut sobre la ruta d'Accés Sud a Posadas, més precisament en la rotonda del pont del rierol Zaimán.
Segons van informar des de la Comissaria Desena de la UR-X, la dona viatjava a bord d'un Fiat Adventure que va resultar envestit -per raons que encara són matèria d'investigació- per un BMW sense domini amb cinc persones a bord: un home de 45 anys identificat com Oscar R., dues noies de 19 anys, una altra de 20 i una menor de 17.
Tots dos vehicles circulaven en el mateix sentit, Garupá-Posadas, segons va confirmar la policia de Misiones.
Warenycia va morir en l'acte, mentre que tots els ocupants de l'altre vehicle van resultar ferits de consideració i van haver de ser hospitalitzats al Ramón Madariaga de Posadas.